# Atelolathys varia
Atelolathys varia là một loài nhện trong họ Dictynidae. Chúng được Eugène Simon miêu tả năm 1892, và chỉ được tìm thấy ở Sri Lanka.